# مريم الزعابي
مريم راشد الزعابي، الابنة الرائدة لـدولة الإمارات، تمثل رمزاً للتميّز والإبداع في مجالات متعددة. وُلِدت في إمارة رأس الخيمة ، مَيز مريم الزعابي تميّزها في عالم الأدب، حيث تسعى من خلال كتاباتها إلى إلهام الآخرين وترك بصمة إيجابية في مجتمعها وبلدها.
تعمل حالياً موظفة في وزارة الثقافة والشباب وتنمية المجتمع في الإمارات، حيث تسعى لإثراء المشهد الثقافي والأدبي في البلاد. وعلى الرغم من تفرّدها في مجال الكتابة والإبداع، إلا أن مريم الزعابي استطاعت أن تحقق نجاحاً كبيراً في عالم الأدب.
صدرت روايتها الأولى بعنوان "فقط في الأحمر" في عام 2009، ولاحقاً نشرت رواية "بأي ذنب قتلت" التي تدور أحداثها في الأراضي الفلسطينية. تتناول الرواية قصة صحفية فلسطينية تسعى بجد للوصول إلى الحقيقة ومطالبة اللاجئين الفلسطينيين المعرضين للضعف بحقوقهم في المخيمات داخل وخارج فلسطين. وكانت رغبتها الكبيرة في الوصول إلى الكنيست الإسرائيلي لرفع صوت الحقيقة فيه، وتعرضت للعديد من الأحداث والآلام في رحلتها.
بالإضافة إلى ذلك، نشرت الزعابي مجموعتين من القصص القصيرة، الأولى بعنوان "حدثت ليلة واحدة" والثانية موجهة للأطفال بعنوان "الرائد الصغير".

## سيرتها الذاتية

### مولدها ونشأتها
وُلدت الزعابي في إمارة رأس الخيمة. ومنذ نعومة أظافرها، كانت تجد بهجة في القراءة، والتعبير الإنشائي خلال المرحلة المدرسية، إلى أن طورت شغفها وموهبتها في الكتابة، فأخذت معها تلك البهجة وذلك الشغف إلى الجامعة والحياة العملية.

### تعليمها
حصلت الزعابي على تعليمها العالي في جامعة الإمارات العربية المتحدة ، حيث تخرجت بدرجة البكالوريوس في كلية العلوم الإنسانية والاجتماعية، متخصصة في التاريخ والآثار، في عام 2003. وبالإضافة إلى ذلك، حصلت على شهادة تخصصية في التراث من نفس الجامعة بالتعاون مع جامعة زايد ووزارة الثقافة والشباب وتنمية المجتمع. تعكس دراستها وتخصصها في مجال التاريخ والتراث اهتمامها العميق بالحفاظ على التراث الثقافي وتوثيق التاريخ، وهي قد أثرت هذا الاهتمام في كتاباتها وأعمالها الأدبية والروائية.

## أفكارها
تركز مؤلفة روايتي "بالأحمر فقط" و"بأي ذنب قتلت" على تسليط الضوء باتجاه الندب العالقة في أرواح الشعوب العربية والمعاناة التي تتعرض لها. فتعكس تلك الروايات تضامن الكاتبة مع القضية الفلسطينية ورغبتها في التركيز على قصة الشعب الفلسطيني ومعاناته. ولقد شهدت الكاتبة نمواً في أسلوب كتابتها واختيار المواضيع على مر السنين، حيث اختارت المواضيع التي تجذب القارئ وتثير اهتمامه. بالإضافة إلى ذلك، تحرص الكاتبة على استخدامها للخيال لتأريخ الأحداث التاريخية والسياسية، مما يدل على نيتها في التركيز على أجزاء كثيرة من الثقافة والمجتمع والتاريخ، فتعتبر الأمم التي تكتب عنها جزءاً حيوياً من هويتها الأدبية والشخصية. كما تؤمن الكاتبة بأن "المميز دائماً يبحث عن الوسيلة المغايرة لما هو سائد"، ولهذا، ترى مريم الزعابي أنها تبنت منظوراً مختلفاً عما كان يحدث في المشهد الأدبي الإماراتي. فهي تميل إلى التعبير عن آرائها وأفكارها بشكل جريء ومفتوح في كتاباتها، خاصة فيما يتعلق بالتاريخ والسياسة. فتشير إلى تجربتها في كسر التابوهات من خلال روايتها "فالنتين"، حيث استخدمت الرواية لاستكشاف مواضيع محظورة مجتمعياً مثل الأديان. وتبرز رؤيتها لنفسها كامرأة حرة تكتب بحرية، لكنها توضح أيضاً الحاجة لاحترام بعض الخطوط الحمراء وعدم خدش الحياء العام.
علاوة على ذلك، تعترف مريم الزعابي بالتردد المجتمعي تجاه المرأة الإماراتية التي تناقش موضوعات الحب بشكل علني، وتستشهد بالقيود الثقافية، لكنها تسلط الضوء على مفهوم الوجود العالمي للحب بالأخص في رواية "فالنتين". كما تعتقد أن الخوف المجتمعي لا يعيق إبداع المرأة في الإمارات. وتتجلى علاقة دقيقة بين شخصية مريم الزعابي والموضوعات التي تستكشفها في رواياتها، فبينما كانت تنهمر رواية "فالنتين" بالرومانسية وموضوعات الحب، إلا أن الكاتبة تحرص على إبقاء هذا الجانب من شخصيتها لنفسها لتكشف عنها بشكل انتقائي بين الحين والآخر، على شكل رواية.

## مؤلفاتها
| اسم الكتاب       | الناشر                                            | تاريخ النشر | عدد الصفحات | ISBN          | OCLC       |
| ابن انسان        | أبوظبي: وزارة الثقافة والشباب وتنمية المجتمع      | ٢٠٠٩        | ٣٧٧         | 9948151630    | 864676163  |
| دانة وقطرة المطر | الشارقة: دائرة الثقافة والإعلام                   | ٢٠١٣        | ٧١          | 9789948203841 | 1369247668 |
| نقش حناء         | أبوظبي: وزارة الثقافة والشباب وتنمية المجتمع      | ٢٠١٢        | ٤٢          | 9789948071129 | 1129080297 |
| فالنتين          | الكويت: دار سما للنشر والتوزيع                    | ٢٠١٥        | ٢٣٩         | 9789996655708 | 945767235  |
| بأي ذنب قتلت     | الكويت: دار سما للنشر والتوزيع                    | ٢٠١٨        | ٣٢٢         | 9789990680249 | 1090069158 |
| حدث ذات ليلة     | عمّان: فضاءات للنشر والتوزيع                       | ٢٠١٨        | ٧٤          | 9789923716786 | 1201412019 |
| الأحلام          | أبوظبي: دائرة الثقافة والسياحة - مركز أبوظبي للغة | ٢٠٢٣        | ٩٤          | 9789948794769 |            |
| بالاحمر فقط      | أبوظبي: وزارة الثقافة والشباب وتنمية المجتمع      | ٢٠٠٩        | ٣٧٧         | 9948151630    |            |

من بين أهم مؤلفات الزعابي تبرز روايتها "بالأحمر فقط"، التي تعتبر عملاً روائياً جريئاً يستكشف أعماق الواقع العربي الراهن من خلال قصة شاب عراقي يواجه التحديات بسبب الغزو الأمريكي لبلاده، ويضطر للهجرة عبر البلدان العربية المختلفة. تميزت الرواية بجرأتها في التعبير عن الآلام والتحديات التي يواجهها الشاب العراقي، مما جعلها تلقى استحساناً كبيراً وتعتبر من الأعمال الأدبية المميزة في الأدب العربي المعاصر.
بجانب ذلك، أثارت روايتها "فالنتين" اهتماماً كبيراً، حيث تناولت علاقة حب استثنائية بين شاب مسلم وفتاة مسيحية، مسلطة الضوء على تطور معاني الحب في الديانات السماوية وعلاقة الناس بالخالق وحب الرُسل. تعد هذه الرواية تحفيزاً للتفكير بعمق في مفهوم الحب ومكانته في الديانات، وتسلط الضوء على قدسية الحب عبر العصور.
علاوة على ذلك، تألقت الزعابي في كتابة قصص قصيرة مثل "حدث ذات ليلة"، التي تضم مجموعة من القصص التي تتشابك فيها الأحداث خلال ليلة واحدة، مما يجعل القارئ يعيش تجارب شيقة ومثيرة مع شخصيات مختلفة ومتنوعة.
بهذه الأعمال، نجحت مريم الزعابي في إثراء الأدب العربي بأفكارها الجريئة والمميزة، وفتحت آفاقاً جديدة للنقاش حول قضايا المجتمع والحب والديانات، مما جعلها من الكتاب المعاصرين الذين يستحقون الاهتمام والاعتراف.

## مجال العمل والمشاركات الأدبية
حالياً، تعمل مريم الزعابي موظفة في وزارة الثقافة والشباب وتنمية المجتمع في دولة الإمارات العربية المتحدة. كما أن لديها مشاركات عدة في الكثير من النشاطات الأدبية المحلية، فهي:
- كاتبة قصص قصيرة في مجلة مرامي التي يصدرها المجلس الأعلى لشؤون الأسرة بالشارقة[16]
- كاتبة مقال ساخر في جريدة العالم التي تصدر شهرياً في الإمارات[16]
- عضوة في منتدى اتحاد الكتاب العرب[16]
- عضوة في منتدى "الكلمة نغم"[16]
- عضوة في جمعية التراث العمراني[16]
- عضوة في رابطة أديبات الإمارات[16]
- عضوة في اتحاد كتاب الإمارات [2]

بالإضافة إلى ذلك، ناقشت مريم الزعابي بحث في قسم البحوث والدراسات في مركز حمدان بن محمد لإحياء التراث بشكل كامل ووافي لعدد من المشاركين في فعالية "قصة قارئ" التي استضافتها وزارة الثقافة وتنمية المعرفة، 21 أغسطس 2017.

## جوائز
- جائزة أفضل روائية قسم، من دائرة التنمية الاقتصادية في رأس الخيمة.[16]
- جائزة موظف إداري في دائرة التنمية الاقتصادية في رأس الخيمة.[16]
- جائزة الرواية الأولى بالمركز الأول في برنامج "مكتبات" الذي عرض على قناة نور دبي، لروايتها "بالأحمر فقط".[16]
- جائزة القائد المؤسس.[18]